# Río Chollay
El río Chollay es un curso de agua que fluye en la Región de Atacama para descargar sus aguas en el río El Tránsito de la cuenca del río Huasco, en la Región de Atacama, Chile.

## Trayecto
El río nace en la confluencia de los ríos Estrecho y Toro, que provienen de la cordillera de los Andes cerca de la frontera internacional, en pleno corazón de la cordillera andina.: 231  Tras su nacimiento recorre hacia el noroeste y recibe las aguas del río Blanco (Chollay) y luego gira al oeste y pasa por los pueblos de Chollay y Pachuy recibiendo por su ribera derecha al río Pachuy y sigue su trayecto hasta confluir con el río Conay para formar el río El Tránsito.
En su confluencia con el río Conay está ubicado el poblado de Conay. Allí nace el río El Tránsito.

## Caudal y régimen
El río Chollay drena las laderas del extremo sur de la sierra de Tatul con lo que aporta cerca del 40 % del caudal de su río principal, El Tránsito.: 231 
La Dirección General de Aguas divide la cuenca en tres partes:: 49–50 
1. La subcuenca del Carmen, que desde su nacimiento en la cordillera de los Andes hasta su junta con el río del Tránsito presenta un régimen nival, con crecidas en diciembre en años húmedos, producto de los deshielos, mientras que en años secos se observan caudales muy bajos a lo largo de todo el año. El período de estiaje ocurre en el trimestre mayo-julio.
2. La subcuenca del Tránsito, que drena el río el Tránsito y el Conay, tiene un régimen nival, con crecidas entre noviembre y enero, en años húmedos, mientras que en años secos se observan caudales muy bajos a lo largo del año. El período de estiaje ocurre en el trimestre julio-septiembre.
3. La subcuenca del Huasco, que desde su nacimiento en la confluencia de los ríos El Tránsito y El Carmen, posse un régimen nival, con crecidas en diciembre y enero en años húmedos, producto de los deshielos. En años secos se observan caudales muy bajos durante todo el año, especialmente entre noviembre y abril, debido a la poca acumulación nival que se produce en este tipo de años. El período de estiaje ocurre en el trimestre agosto-octubre.

Hans Niemeyer, sin embargo, no es tan enfático. Al señalar que su régimen es nival, advierte que muchos años el régimen, o su caudal, tiene 2 puntas, una durante el periodo de lluvias y una durante el periodo de deshielo.: 232 

## Historia
Francisco Solano Asta-Buruaga y Cienfuegos escribió en 1899 en su obra póstuma Diccionario Geográfico de la República de Chile sobre el río:
Chollay.-— Riachuelo corto del departamento de Vallenar. Tiene nacimiento en la cordillera de los Andes hacia el SE. de la aldea del Tránsito, y corre por entre altos serrijones en dirección al NNO. á entrar en la izquierda del riachuelo de los Naturales. Poco antes se reune con el de Conay. Contiene en sus riberas estrechas pequeñas propiedades de cultivo.
Luis Risopatrón lo describe en su Diccionario Jeográfico de Chile (1924) sobre el río:: 909 
Chollai (Rio). Nace en las vecindades del paso del mismo nombre, a cuyo pié hai estensas vegas, corre hacia el NW, en un valle ancho que después se angosta i no presenta pasto, entre altos serrijones i se abre en Chañarcillo, donde se encuentra alfalfa i enseguida en Zorra Muerta, i en la desembocadura de la quebrada de Canuto. Sigue hacia el N, con pequeñas propiedades de cultivo en sus riberas estrechas i se junta con el de Conai, para formar el de El Tránsito. 66, p. II i 220; 67, p. 313; 118, p. 102 i 108; 131; i 156; i Chollay en 62, II, p. 340; i riachuelo en 155, p. 242.